# Le Plessis-Feu-Aussoux
Le Plessis-Feu-Aussoux település Franciaországban, Seine-et-Marne megyében. Lakosainak száma 606 fő (2022. január 1.). Le Plessis-Feu-Aussoux Touquin, Vaudoy-en-Brie és Voinsles községekkel határos.

## Népesség
A település népességének változása:
| Lakosok száma | 537  | 552  | 577  | 591  | 601  | 614  | 624  | 615  | 606  |
|               | 2013 | 2015 | 2016 | 2017 | 2018 | 2019 | 2020 | 2021 | 2022 |